# Jan Gwalbert Olszewski

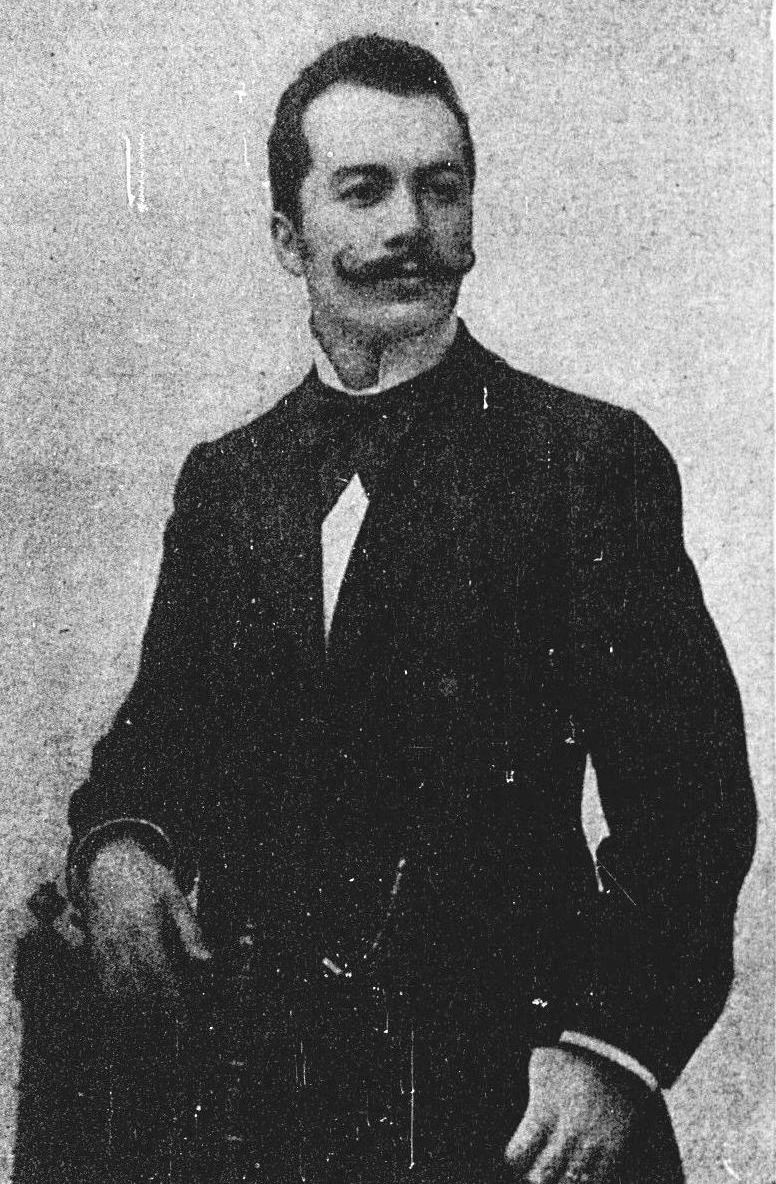
Foto

Jan Gwalbert Olszewski (* 30. Juni 1873 in Będzin; † 12. Juni 1943 in Warschau) war ein polnischer Maler des Realismus.

## Leben und Werk
Olszewski lernte sein Handwerk zunächst bei Wojciech Gerson in Warschau. Danach studierte er Kunst an der Kaiserlichen Kunstakademie in St. Petersburg. Er ließ sich danach in Warschau nieder und trat der Gesellschaft zur Förderung der Schönen Künste bei. Er war auch als Kunstlehrer und Kunstsammler in Warschau tätig. Seine letzte Ruhestätte fand er auf dem Powązki-Friedhof.